# Neanastatus punctaticeps
Neanastatus punctaticeps är en stekelart som beskrevs av Girault 1915. Neanastatus punctaticeps ingår i släktet Neanastatus och familjen hoppglanssteklar. Inga underarter finns listade i Catalogue of Life.